# Henry de Lumley
Henry de Lumley-Woodyear (Marsiglia, 14 agosto 1934) è un archeologo francese.
In oltre 40 anni di carriera ha effettuato importanti scoperte e ha contribuito con la realizzazione di strumenti scientifici a divulgare e accrescere la conoscenza sulla preistoria. Ha svolto inoltre notevoli ricerche archeologiche e paleontologiche.

## Biografia
Conseguito il dottorato in scienze a Parigi, ha proseguito le sue ricerche a Marsiglia presso il CNRS di cui è diventato direttore. Ha costituito un gruppo di ricerca presso l'Università di Provenza dedito allo studio del Quaternario, della Preistoria e dei fossili di ominide. Ha condotto scavi a Caune de l'Arago, Terra Amata, Lazaret, Baume Bonne a Quinson e ha preso parte alla realizzazione di vari musei francesi di preistoria come a Mentone, Tenda, Quinson, Tautavel e Terra Amata oltre che avere contribuito allo studio delle incisioni rupestri nella Valle delle Meraviglie. Nel 1980 diventa professore al Museo Nazionale di Storia Naturale di Parigi e direttore del laboratorio del Museo di Preistoria Umana e Istituto di Paleontologia Umana. Dal 1994 al 1999 è direttore del Museo di Storia Naturale parigino. Attualmente è professore emerito presso quest'ultimo museo e direttore dell'Istituto di Paleontologia. Inoltre è membro dell'Accademia delle Scienze di Francia. Partecipa a progetti internazionali di scavi in Asia centrale, Cina ed Etiopia. Attualmente si occupa del sito etiopico di Kada Gona che risale a 2,7 milioni di anni fa. Sta inoltre contribuendo alla realizzazione di un museo sull'evoluzione umana ad Addis Abeba.

## Libri pubblicati
Il De Lumley è autore dei seguenti testi scientifici e divulgativi:
- Une cabane acheuléenne dans la Grotte du Lazaret, Mémoires de la Société Préhistorique Française, tome 7, 1969.
- Le Mont Bégo, Imprimerie nationale, 1992.
- Le grandiose et le sacré, Edisud, 1995.
- L'Homme premier, Odile Jacob, 1998.
- Le sol d'occupation acheuléen de l'unité archéostratigraphique UA 25 de la grotte du Lazaret, Nice, Alpes-Maritimes, Edisud, 2004.